# Robert Lange
Robert John "Mutt" Lange, född 11 november 1948 i Mufulira i Nordrhodesia (nuvarande Zambia), är en sydafrikansk-brittisk musikproducent och låtskrivare. 
Han började med artistsamarbeten som City Boy, Boomtown Rats, The Motors och Graham Parker, alla tämligen framgångsrika artister på 1970-talet. Han gick vidare med bland andra grupperna/artisterna AC/DC, Def Leppard, Outlaws, Foreigner, The Cars, Bryan Adams, Billy Ocean, Savoy Brown, The Corrs, Nickelback och Shania Twain.
Twain var hans hustru från 1993 till 2010 och liksom han vegetarian i enlighet med den andliga väg han sedan länge följer, inspirerad av indisk andlig filosofi. Hennes album Come on Over från 1997, som han producerade, är det bästsäljande countryalbumet, det bästsäljande studioalbumet av en kvinnlig artist, det bästsäljande albumet på 1990-talet och det nionde bästsäljande albumet i USA.
Robert Lange har fått fyra Grammy Awards under sin karriär. Han är trots det lite av en doldis och finns sällan med på bild.

## Uppväxt
Lange föddes i nuvarande Zambia men växte upp i Sydafrika.  